# Fredrik Sigismund Novisadi
Fredrik Sigismund Novisadi (Novosadi), född 16 december 1737 i Karlskrona, död 26 oktober 1801 i Karlskrona, var en svensk guldsmed, gravör och miniatyrmålare.
Han var son till guldsmeden och konstnären Sigismund Novisadi och Maria Elisabeth Schlyter och gift med Anna Catharina Silfverling samt far till guldsmeden Ulrik Novisadi och bror till kopparstickaren Ulrik Wilhelm Novisadi. Han blev mästare i guldsmedsämbetet i Karlskrona 1760 och var bisittare 1775–1777. Han var medlem i Karlskronas tyska församling och i Tyska kyrkans byggnadsdeputation. Novisadi är representerad med ett miniatyrporträtt av Carl Alexander Clerck vid Nationalmuseum i Helsingfors och med tre miniatyrmålningar vid Nationalmuseum i Stockholm.